# Gottfried der Gefangene
Gottfried der Gefangene (* 935/940; † 3. September 998) war ein lotharingischer Dux aus der Sippe der Wigeriche im 10. Jahrhundert. Er war ein Sohn des Ardennergaugrafen Gozelo und dessen Frau Oda. Sein Bruder war Erzbischof Adalbero von Reims (969–989) und ein Onkel war Bischof Adalbero I. von Metz (929–962).

## Leben
Erstmals tritt er 959 als Graf des Bidgau und 960 als Graf des Methingau auf. Zwischen den Jahren 960 und 965 dürfte er auch als Graf in Verdun eingesetzt worden sein, da er ab diesem Zeitraum mehrere Urkunden an die Abtei Saint-Vanne und an den Bischof der Stadt richtete.
Nach dem Tod des Grafen Rainald wurde Gottfried 973 zu dessen Nachfolger als Graf im Hennegau eingesetzt. Zusammen mit Graf Arnulf II. von Cambrai war er die folgenden Jahre mit der Abwehr der Brüder Reginar und Lambert beschäftigt, deren Sippe einst den Hennegau besessen hatte und die nun mit der Unterstützung des westfränkischen Königs Lothar versuchte, ihn zurückzugewinnen. Am 19. April 976 schlugen sie in einer Schlacht vor Mons, in der Gottfried verwundet wurde, die Brüder aus Lotharingien zurück. Im Jahr 979 unterstützte Gottfried erfolgreich den Grafen Arnulf II. bei der Verteidigung von Cambrai gegen König Lothar und gegen einen anschließenden Angriff des Grafen Odo von Vermandois. Seit 981 ist er als Markgraf (marchio) und Herzog (dux) von Ename belegt.
König Lothar griff 985 erneut Lotharingien an, bei der Verteidigung von Verdun wurde Gottfried mit seinem Sohn Friedrich und seinem Onkel Siegfried gefangen genommen und die folgenden zwei Jahre von Graf Heribert dem Jüngeren von Meaux-Troyes in Haft gehalten. Erst nachdem 987 im westfränkischen Regnum die Karolinger abgesetzt und Hugo Capet zum neuen König erhoben worden waren, wurde er nach Abtretung einiger Gebiete freigelassen. Mit zwei seiner Söhne nahm Gottfried 995 am Konzil mehrerer Prälaten des Ostreichs mit Erzbischof Gerbert von Reims in Mouzon teil. Urkundlich wird er letztmals am 6. April 997 genannt, als er von Kaiser Otto III. die Bestätigung für mehrere Landschenkungen an die Abtei von Mouzon erhielt. Gottfried starb an einem 3. September, das Todesjahr ist nicht überliefert. Allerdings berichtete Alberich von Trois-Fontaines, dass Reginar IV. im Jahr 998 Mons von Gottfried zurückerobern konnte. Offenbar starb er kurz darauf.
Gottfried heiratete um 963 Mathilde von Sachsen († 25. Mai 1008), eine Tochter der Herzogs Hermann Billung von Sachsen und Witwe des 962 gestorbenen Grafen Balduin III. von Flandern. Ihre Kinder waren:
- Gottfried II. (* um 965; † 1023 nach dem 11. August), Herzog von Niederlothringen
- Gozelo I. (* um 970; † 19. April 1044), Herzog von Niederlothringen
- Friedrich († 6. Januar 1022), Graf von Verdun, Mönch in Saint Vanne
- Hermann von Eenham († 29. Mai 1029), Graf im Brabantgau
- Adalbero (* um 964; † 19. März 991), Bischof von Verdun (984–991)
- Ermengarde († 1042); ⚭ mit Graf Otto von Hammerstein (* 965; † 5. Juni 1036) (siehe: Hammersteiner Ehe)